# Cyaniris gadara
Cyaniris gadara är en fjärilsart som beskrevs av Hans Fruhstorfer 1910. Cyaniris gadara ingår i släktet Cyaniris och familjen juvelvingar. Inga underarter finns listade i Catalogue of Life.